# Kodimallenahalli, Gubbi
Kodimallenahalli là một làng thuộc tehsil Gubbi, huyện Tumkur, bang Karnataka, Ấn Độ.